# Білогриць-Котляревський Леонід Сергійович
Білогриць-Котляревський Леонід Сергійович (*9 лютого 1855, Полтава —- †28 липня 1908, Остер) — український і російський правознавець, доктор права з 1886, професор з 1887.

## Життєпис
Закінчив 1876 юридичний факультет Київського університету, де 1880 р. здобув ступінь магістра. 
У 1881—83 перебував у науковому відрядженні за кордоном. У 1883–1891 рр. працював у Демидівському юридичному ліцеї (Ярославль): спочатку доцентом, а з 1887 —- ординарним професором кафедри крим. права. 
1886 на основі зібраного за кордоном матеріалу захистив докторську дисертацію «Злочини проти релігії у найважливіших державах Заходу». 
У 1891 Білогриць-Котляревський повернувся до Київського університету, де й працював до кінця свого життя професором кафедри кримінального права. В науці кримінального права належав до т. з. теоретиків ліберально-гегельянського напряму.

## Наукова діяльність
Був вихованцем, колегою і послідовником Олександра Кістяковського, якому присвятив дві пам'ятні розвідки «Нарис наукової діяльності О. Ф. Кістяківського» (1885) та «Загальні підсумки наукової творчості О. Ф. Кістяківського» (1895). У своїх дослідженнях значну увагу приділяв проблемам покарання, майнових злочинів, злочинів проти держави, релігії, питанням лікарської таємниці тощо. Також займався бібліографічною діяльністю, був одним з провідних фахівців у галузі юридичної бібліографії.

## Праці
Основні праці: «Особливі види крадіжки-злодійства за російським правом», «Поняття кримінального права і підстави покарання» (обидві — 1883), «Роль звичаю в кримінальному законодавстві» (1888), «Творча сила звичаю у кримінальному праві» (1890), «Завдання і метод науки кримінального права» (1891), «Загальні риси історії кримінального права» (1893), «Нариси курсу російського кримінального права» (ч. 1-2, 1896), «Підручник російського кримінального права» (ч. 1— 2, 1903), «Злочини державні» (1904).